# Chiquinho Brandão
Francisco de Paula Brandão Bisneto, mais conhecido como Chiquinho Brandão (Jaú, 20 de abril de 1952 — Rio de Janeiro, 4 de junho de 1991) foi um ator, flautista e músico brasileiro. Era primo do também ator Stephan Nercessian.
No cinema, trabalhou com vários diretores, entre eles os cineastas Walter Rogério, André Klotzel, Aloysio Raulino e Alain Fresnot. Ganhou o prêmio de melhor ator no Festival de Brasília em 1990, pelo filme Beijo 2348/72 dirigido por Walter Rogério. Na televisão, atuou em telenovelas como Bebê a Bordo e Top Model, nas minisséries Riacho Doce e O Sorriso do Lagarto.

## Carreira
Chiquinho Brandão nasceu em Jaú no interior do estado de São Paulo no ano de 1952.
Na adolescência, mudou-se para a cidade do Rio de Janeiro e por vários anos participou do programa infantil Bambalalão da TV Cultura de São Paulo onde fazia o papel do cientista louco chamado Professor Parapopó e também manipulava e dublava os bonecos João Balão e Bambaleão, este último inclusive chegou a ganhar um  programa chamado Bambaleão e Silvana.
Em 1980, participou da turnê "Saudades do Brasil", de Elis Regina, como flautista, e entre 1982 e 1984 participou do Grupo Ornitorrinco, sob a direção de Cacá Rosset, período no qual trabalhou na montagem de Mahagonny Songspiel, de Bertolt Brecht e Kurt Weil. Também trabalhou em O Amigo da Onça, dirigido por Paulo Betti, em 1988.

### Carreira na televisão
Iniciou sua trajetória em 1987 na telenovela Helena, da Rede Manchete, na pele de Bento, Bernardo e Benício. Nos dois anos seguintes, foi para Rede Globo interpretar os personagens Joca e Grilo (Paulo Octávio) em Bebê a Bordo e Top Model, respectivamente. Na década de 1990, viveu Pedro na minissérie Riacho Doce e Dinorá em O Farol. Seu último trabalho na televisão foi em 1991 na pele de Chico Bagre em O Sorriso do Lagarto.

### Carreira no cinema
Estreou nas telonas em 1982 em Noites Paraguaias. Três anos mais tarde, viveu um malandro em A Marvada Carne. Em 1986, esteve no elenco de Cidade Oculta e, no ano seguinte, atou na pele de Mauro Lola em Anjos da Noite, papel que o garantiu como 'Melhor Ator Coadjuvante' pelo Prêmio Governador do Estado. Concluiu a década participando dos longas Lua Cheia e Ratos da lei.
Na década de 1990, esteve na equipe de Real Desejo e deu vida ao operário Norival no filme Beijo 2348/72, este último papel, sendo eleito 'Melhor Ator' no Festival de Brasília. No ano seguinte, fez aparição no longa Inspetor Faustão e o Mallandro, tendo o último trabalho registrado em El Viaje como Paizinho.

## Morte
O ator faleceu no Rio de Janeiro, em um acidente automobilístico na rua Visconde de Pirajá, em Ipanema, depois de  sair da casa de amigos, para retornar à festa de estreia da minissérie "O Sorriso do Lagarto ", na boate Hipopotamus. Na trama, ele era o personagem Chico Bagre, e foi substituído por seu primo Stephan Nercessian.
Em sua homenagem, o Teatro Casa da Gávea possui a "Sala Chiquinho Brandão". O espaço é dedicado a exibição de peças comuns e experimentais com espaço capacidade para oitenta pessoas.

## Filmografia

### No Cinema
| Ano  | Filme                          | Personagem | Ref    |
| ---- | ------------------------------ | ---------- | ------ |
| 1982 | Noites paraguaias              |            | [ 14 ] |
| 1985 | A Marvada Carne                | Trapaceiro | [ 15 ] |
| 1986 | Cidade Oculta                  |            | [ 16 ] |
| 1987 | Anjos da Noite                 | Mauro      | [ 17 ] |
| 1989 | Lua Cheia                      |            | [ 18 ] |
| 1989 | Ratos da lei                   |            | [ 19 ] |
| 1990 | Beijo 2348/72                  | Norival    | [ 20 ] |
| 1990 | Real Desejo                    |            | [ 21 ] |
| 1991 | Inspetor Faustão e o Mallandro | Budum      | [ 22 ] |
| 1992 | El Viaje                       | Paizinho   | [ 23 ] |

### Na televisão
| Ano  | Produção             | Personagem                                     | Emissora      | Notas      | Ref    |
| ---- | -------------------- | ---------------------------------------------- | ------------- | ---------- | ------ |
| 1987 | Helena               | Bento Brandão/Bernardo Brandão/Benício Brandão | Rede Manchete |            | [ 8 ]  |
| 1988 | Bebê a Bordo         | Joca                                           | Rede Globo    |            | [ 9 ]  |
| 1989 | Top Model            | Paulo 'Grilo' Octávio                          | Rede Globo    |            | [ 10 ] |
| 1990 | Riacho Doce          | Pedro                                          | Rede Globo    | Minissérie | [ 11 ] |
| 1991 | O Farol              | Dinorá                                         | Rede Manchete | Minissérie | [ 12 ] |
| 1991 | O Sorriso do Lagarto | Chico Bagre                                    | Rede Globo    | Minissérie | [ 13 ] |